# Église Sainte-Marie-Madeleine de Mondevert
L'église Sainte-Marie-Madeleine de Mondevert est l'église paroissiale de Mondevert dans le département d'Ille-et-Vilaine.

## Histoire
L'ancienne église a été construite au XIe siècle et au  XIIe siècle
Elle a été reconstruite au XIXe siècle. 

## Protection
L'édifice est repris à l'inventaire général du patrimoine culturel depuis 1994 sous la référence IA00130885.